# Salvador Saucedo
Salvador Saucedo fue un político mexicano miembro del Partido Nacional Revolucionario así como gobernador de Colima.
Nació el 9 de noviembre de 1890. Durante su juventud fue impresor y en 1914 director de la imprenta del gobierno colimense. Fue diputado al Congreso de la Unión en diversas ocasiones (Legislaturas XXVII, XXVIII y XXIX) y gobernador constitucional de 1931 a 1935. Para las elecciones del Congreso Constituyente de Querérato de 1916, el gobernador de Colima Juan José Rios propuso que Salvador Saucedo fuera como suplemente. Al perder la titularidad Salvador Saucedo trato de disputar el resultado de las elecciones encontra del candidato electo Francisco Ramírez Villarreal, pero no pudo conseguirlo.
Antes y luego de su gubernatura, fue Jefe de Hacienda en distintas entidades. Sufrió fuertes terremotos el 3 y 18 de junio de 1932 y el Maremoto de Cuyutlán el 22 de junio de 1932. A pesar de que desde 1929 terminó la Guerra Cristera, el 23 de octubre de 1934, Saucedo clausuró los dos últimos templos que quedaban abiertos, El Beaterio y la Sangre de Cristo. Saucedo expulsó a todos los sacerdotes, así como al obispo de la Diócesis José Amador Velasco y al vicario general, Francisco Anaya. En pugna con el Partido Nacional Revolucionario al tratar de sacar avante al profesor José Reyes Pimentel y luego de definirse callista, el Senado de la República declaró desaparecidos los poderes del gobierno de Colima el 21 de agosto de 1935, faltando poco más de dos meses para que terminara su período gubernamental. El 16 de octubre de 1935 se reanudó el culto católico, le sustituyó en el cargo el senador José Campero.